# Reinhold Maier

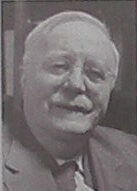
Reinhold Maier

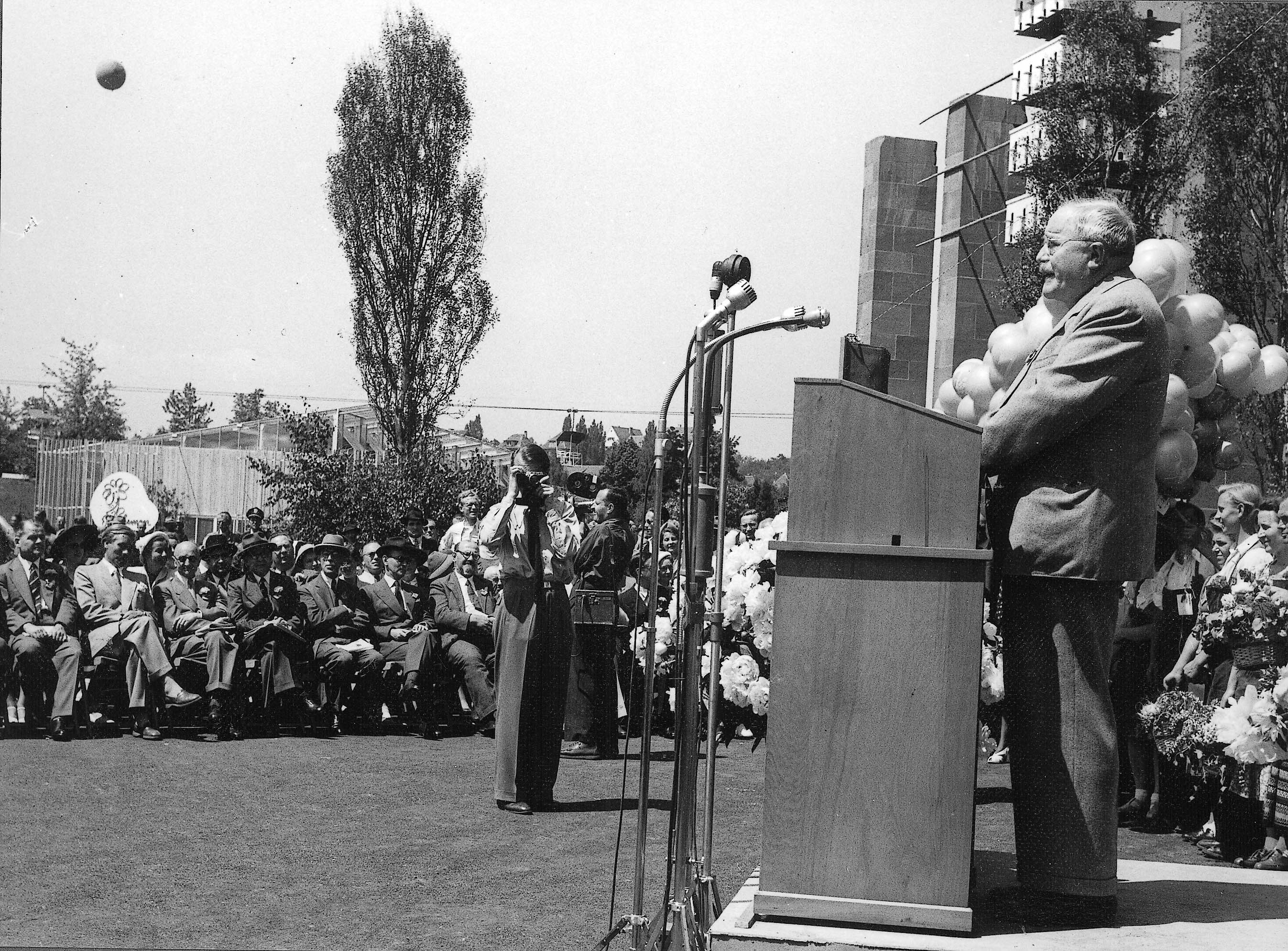
Reinhold Maier beim Besuch der Deutschen Gartenschau in Stuttgart,
3. Juni 1950

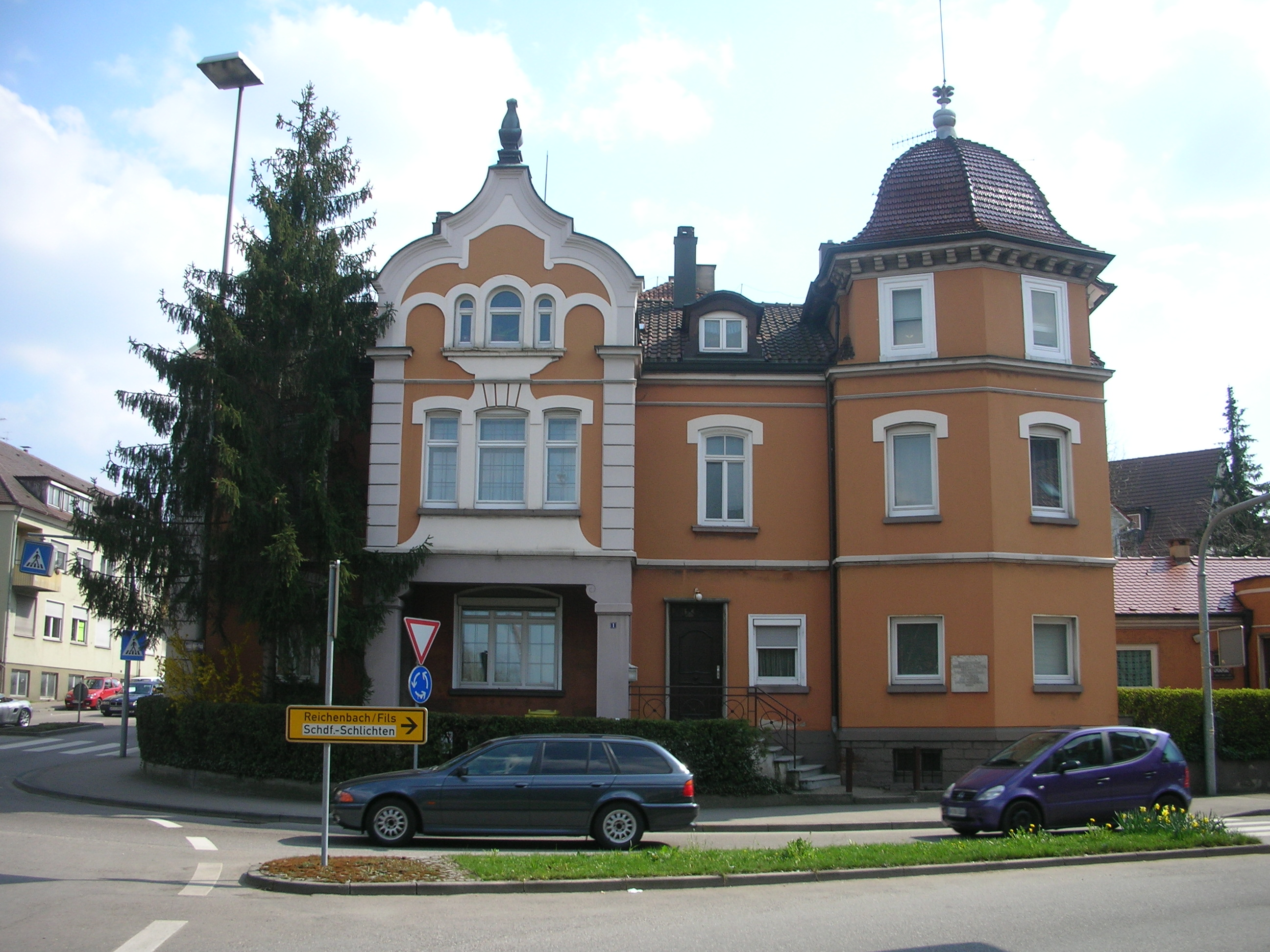
Geburtshaus Reinhold Maiers in Schorndorf

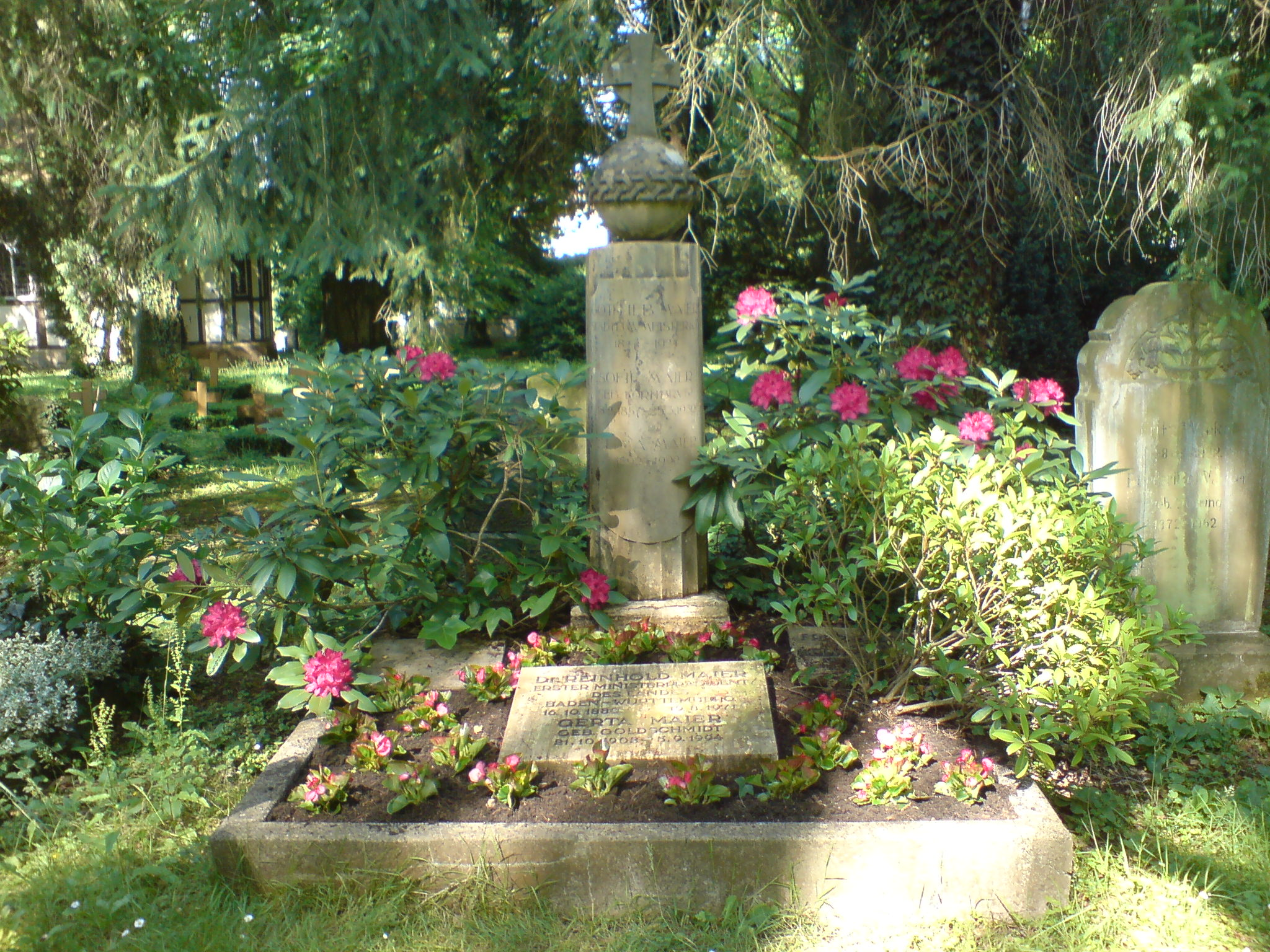
Grab Maiers auf dem Alten Friedhof

Reinhold Otto Maier (* 16. Oktober 1889 in Schorndorf; † 19. August 1971 in Stuttgart) war ein deutscher Politiker (FVP, DDP und FDP/DVP) und der erste Ministerpräsident von Baden-Württemberg.

## Leben und Beruf
Maier, der evangelischer Konfession war, wurde als Sohn des Stadtbaumeisters Gottlieb Maier in Schorndorf geboren. Sein älterer Bruder Hermann nannte sich nach seiner Eheschließung Hermann Maier-Leibnitz. Nach dem Besuch der Lateinschule in Schorndorf wechselte Reinhold Maier auf das Dillmann-Gymnasium in Stuttgart und machte dort 1907 sein Abitur. Anschließend studierte er Rechtswissenschaften an der Universität Grenoble und an der Universität Tübingen. Dort war er Mitglied der dem süddeutschen Liberalismus nahestehenden Tübinger Studentenverbindung „Akademische Gesellschaft Stuttgardia“. Hier traf er spätere politische Weggefährten wie Eberhard Wildermuth, Karl Georg Pfleiderer, Konrad Wittwer und Wolfgang Haußmann. Das Referendariat absolvierte er in Ravensburg, anschließend wurde er in Heidelberg zum Doktor der Rechte promoviert. Am Ersten Weltkrieg nahm er als Soldat im Fußartillerie-Regiment 13 teil. 1920 ließ er sich in Stuttgart als Rechtsanwalt nieder. 1924 wurde er in die Freimaurerloge Zu den 3 Cedern in Stuttgart aufgenommen. (Nach dem Zweiten Weltkrieg war er 1946 Gründungsmitglied der Stuttgarter Sammelloge Furchtlos und Treu.) Während der Zeit des Nationalsozialismus arbeitete er als Rechtsanwalt; seine Frau Gerta Goldschmidt floh mit den beiden Kindern nach England. Reinhold Maier ließ sich unter dem Druck der Nationalsozialisten von ihr scheiden und heiratete sie 1946 wieder.
Reinhold Maier starb 1971 im Alter von 81 Jahren in Stuttgart und wurde auf dem Alten Friedhof von Schorndorf, Rems-Murr-Kreis, begraben.

## Partei
Schon seit 1912 in der FVP der Kaiserzeit engagiert, trat Maier 1918 der neu gegründeten linksliberalen DDP bei, die sich 1930 mit dem Jungdeutschen Orden zur Deutschen Staatspartei vereinigte. 1924 wurde er Vorsitzender des Stuttgarter Kreisverbandes der DDP. Im Gegensatz zu den Abgeordneten der SPD stimmte er für das Ermächtigungsgesetz vom 24. März 1933, das den Reichstag faktisch entmachtete.
1945 beteiligte sich Maier an der Gründung der Demokratischen Volkspartei (DVP), die nicht mit der unter gleicher Abkürzung bekannten Deutschen Volkspartei der Weimarer Republik verwechselt werden darf. Die DVP schloss sich 1948 der FDP an, deren Fraktion im Stuttgarter Landtag bis heute FDP/DVP als Bezeichnung führt. Nach der Bildung der Koalition aus FDP/DVP, SPD und BHE unter seiner Führung in Baden-Württemberg 1952 beantragte der hessische FDP-Landesverband den Parteiausschluss von Maier und des Landesvorsitzenden Wolfgang Haußmann sowie die Trennung der FDP von der DVP, konnte sich damit aber nicht durchsetzen. Lediglich zu einer Missbilligung der Koalition im Südweststaat konnte sich der Bundeshauptausschuss der FDP durchringen. Von 1957 bis 1960 war Maier Bundesvorsitzender der FDP, anschließend bis zu seinem Tode Ehrenvorsitzender.
Von 1958 bis 1971 war er Mitglied des Kuratoriums der Friedrich-Naumann-Stiftung. Unterlagen zu seiner politischen Tätigkeit liegen im Archiv des Liberalismus der Friedrich-Naumann-Stiftung für die Freiheit in Gummersbach.

## Abgeordneter
Maier war von 1932 bis 1933 Reichstagsabgeordneter für die Deutsche Staatspartei. Gleichzeitig gehörte er von 1932 bis 1933 dem württembergischen Landtag an. Am 23. März 1933 stimmte er zusammen mit den anderen vier liberalen Reichstagsabgeordneten Hermann Dietrich, Theodor Heuss, Heinrich Landahl und Ernst Lemmer für das Ermächtigungsgesetz. Er begründete dies in einer Rede, die mit dem Satz endete: „Im Interesse von Volk und Vaterland und in der Erwartung einer gesetzmäßigen Entwicklung werden wir unsere ernsten Bedenken zurückstellen und dem Ermächtigungsgesetz zustimmen.“
Nach den Angaben von Theodor Heuss in seinen Erinnerungen waren die fünf liberalen Reichstagsabgeordneten zunächst in Bezug auf das so genannte Ermächtigungsgesetz uneins gewesen. Die Ausschusssitzung der Staatspartei hatte ihnen die Entscheidung überlassen, jedoch mit der Bitte, einheitlich abzustimmen. Heuss hatte zwei Erklärungen formuliert, eine für Ablehnung, eine für Enthaltung. An seiner Seite stand jedoch nur Hermann Dietrich; Heinrich Landahl, Ernst Lemmer und Reinhold Maier votierten innerhalb der Reichstagsgruppe für die Zustimmung. Heuss und Dietrich wurden überstimmt, so dass dann alle liberalen Abgeordneten für das Ermächtigungsgesetz stimmten. Die Ablehnungserklärung von Heuss ist nicht überliefert. Die Enthaltungserklärung befindet sich im Original im Theodor-Heuss-Archiv, Stuttgart. Reinhold Maier lehnte sich dann im Text der Zustimmungserklärung, die er am 23. März 1933 verlas, teilweise an diesen Entwurf an.
Von 1945 bis 1949 war Maier Mitglied im Länderrat des amerikanischen Besatzungsgebietes und später auch dem der Bizone. Von 1946 bis 1952 war er Mitglied des Landtags von Württemberg-Baden. Von 1952 bis 1964 gehörte Maier dem Landtag von Baden-Württemberg an. Von 1953 bis zum 14. Mai 1956 und von 1957 bis zum 30. September 1959 war Maier Bundestagsabgeordneter.

## Öffentliche Ämter
Von 1930 bis 1933 war Reinhold Maier Wirtschaftsminister in Württemberg, im Kabinett des Staatspräsidenten Eugen Bolz.
Nach Kriegsende wurde Maier zunächst kurzzeitig Assistent des Landrats von Schwäbisch Gmünd Konrad Burkhardt, bevor er noch 1945 von der amerikanischen Militärregierung das Amt des Ministerpräsidenten von Württemberg-Baden übertragen bekam, das er bis zur Auflösung des Landes 1952 innehatte.
Am 23. Mai 1949 unterzeichnete Reinhold Maier als Ministerpräsident des Landes Württemberg-Baden mit anderen die Urschrift des Grundgesetzes für die Bundesrepublik Deutschland.
Am 25. April 1952 wurde Maier (FDP/DVP) von der Verfassunggebenden Landesversammlung zum Ministerpräsidenten des neu gebildeten Bundeslandes Baden-Württemberg gewählt. Überraschend bildete Maier nach seiner Wahl eine Koalition aus FDP/DVP, SPD und BHE und schickte die CDU als stärkste Partei in die Opposition. Vom 7. September 1952 bis zum 6. September 1953 war er Präsident des Bundesrates. 1953 war Maier kurzzeitig auch baden-württembergischer Justizminister.
Als die CDU bei der Bundestagswahl vom 6. September 1953 in Baden-Württemberg die absolute Mehrheit erzielte, trat Maier vom Amt des Ministerpräsidenten zurück, sein Nachfolger wurde am 7. Oktober 1953 Gebhard Müller. Maier ging nach Bonn, um sein Bundestagsmandat wahrzunehmen.
Reinhold Maier war fast 70 Jahre lang der einzige FDP-Politiker, der Regierungschef eines noch heute existierenden deutschen Bundeslandes war. Erst 2020 wurde mit Thomas Kemmerich wieder ein Mitglied der FDP Ministerpräsident. Dieser war mit 27 Tagen Amtszeit in Thüringen der Regierungschef eines deutschen Landes mit der kürzesten Regierungszeit (siehe: Regierungskrise in Thüringen 2020).

## Ehrungen
1953 wurde er mit dem Großkreuz der Bundesrepublik Deutschland ausgezeichnet. Die Stadt Stuttgart verlieh Maier 1969 die Ehrenbürgerwürde, ebenso die Städte Schorndorf (1949) und Welzheim (1955). Nach ihm ist die FDP-nahe Reinhold-Maier-Stiftung benannt.

## Werke (Auswahl)
- Ende und Wende. Das schwäbische Schicksal 1944–1946. Briefe und Tagebuchaufzeichnungen. Wunderlich, Stuttgart/Tübingen 1948, DNB 453183077.
- Bedrängte Familie. Wunderlich, Tübingen 1962, DNB 453183085.
- Ein Grundstein wird gelegt. Die Jahre 1945–1947. Wunderlich, Tübingen 1964, DNB 453183093.
- Erinnerungen. 1948–1953. Wunderlich, Tübingen 1966, DNB 457487763.
- Feldpostbriefe aus dem Ersten Weltkrieg (1914–1918) (= Lebendige Vergangenheit. Band 2). Kohlhammer, Stuttgart 1966.
- Die Reden. Band 1. Vorwort von Jürgen Morlok (= Schriftenreihe der Reinhold-Maier-Stiftung. Band 12). Reinhold-Maier-Stiftung Baden-Württemberg, Stuttgart 1982, DNB 821036904.
- Ausgewählte Reden. Vorwort von Ulrich Goll (= Schriftenreihe der Reinhold-Maier-Stiftung. Band 37). Reinhold-Maier-Stiftung Baden-Württemberg, Stuttgart 2014, DNB 1125916907.